# HRT F110
HRT F110 – samochód Formuły 1 zaprojektowany przez Gabriele Tredoziego i skonstruowany przez firmę Dallara dla zespołu HRT na sezon 2010. Był to pierwszy samochód hiszpańskiego zespołu. Jego kierowcami byli Bruno Senna, Karun Chandhok, Sakon Yamamoto oraz Christian Klien. Model F110 został zaprezentowany 4 marca 2010 w Murcji.
HRT, podobnie jak Lotus, Virgin i Williams, korzystało z silników Cosworth, które po czterech latach powróciły do Formuły 1. Zespół w swoim debiutanckim sezonie nie zdobył ani jednego punktu, natomiast ich najwyższą pozycją było czternaste zdobyte przez Chandhoka w Australii i Monako i przez Sennę w Korei Południowej co sprawiło, że w klasyfikacji konstruktorów uplasowali się na jedenastej pozycji, pokonując tylko zespół Virgin.

## Tło
Adrián Campos był kierowcą zespołu Minardi w sezonie 1987 i w pierwszych pięciu wyścigach sezonu 1988. Łącznie przez 21 wyścigów nie zdobył ani jednego punktu, jego najlepszym występem było domowe Grand Prix Hiszpanii 1987, w którym zajął czternaste miejsce. Campos miał zostać dyrektorem założonego przez Jeana-Pierre’a Mosnier’a zespołu Team Bravo España, które miało wejść do Formuły 1 w sezonie 1993. Projekt ten został przerwany ze względu na śmierć założyciela.
Hiszpan zatem założy własny zespół, który od końca 1997 roku do 2005 roku startował pod nazwą Campos Motorsport. Ekipa zadebiutowała rok później w serii Open Fortuna by Nissan, zdobywając już w pierwszym sezonie tytuł wśród kierowców (dzięki Marcowi Gené) i zespołów. Podobnie było przez kolejne dwa lata, a kierowcami Camposa, którzy zdobywali mistrzostwo w tej serii, byli Fernando Alonso i Antonio García. Ogółem Campos startował w World Series by Nissan do 2003.
W 2004 stajnia dołączyła do Hiszpańskiej Formuły 3. Rok później hiszpański zespół zmienił nazwę na Campos Racing i zaczął startować w serii GP2, która zastąpiła Formułę 3000. Ich pierwszymi kierowcami byli Juan Cruz Álvarez i Sergio Hernández, którzy uzbierali razem 7,5 punktu i w klasyfikacji zespołowej zajęli dwunaste miejsce, a najlepszym z kierowców był Álvarez, który w klasyfikacji kierowców był osiemnasty.
W sezonie 2006 zmieniono skład i nowymi reprezentantami Camposa zostali Hiszpanie Adrián Vallés i Félix Porteiro. Mimo że zespół zdobył prawie dwa razy więcej punktów niż rok wcześniej, to jednak nie zmieniło ich pozycji – zakończyli zmagania na dwunastym miejscu, najlepszym kierowcą był Vallés, który ukończył sezon na osiemnastej pozycji z siedmioma punktami i dodatkowo zdobył jedno najszybsze okrążenie.
Rok później zdecydowano ponownie o nowym składzie kierowców – Adrián Campos zatrudnił Witalija Pietrowa i Giorgio Pantano. Był to sezon przełomowy dla Camposa, gdyż zaczęli oni wygrywać wyścigi i zdobywać czołowe miejsca. Pierwsze podium zdobył dla nich Włoch podczas rundy w Monako, który także wygrał kolejny wyścig rozgrywany na torze Silverstone. Ogółem wygrali oni trzy wyścigi, siedem razy byli na podium, zdobyli jedno pole position i najszybsze okrążenie. Ostatecznie ekipa Camposa zajęła trzecie miejsce, przegrywając tylko z iSport International i ART Grand Prix. W klasyfikacji kierowców Pantano zdobył trzecie miejsce za Timo Glockiem i Lucasem Di Grassim.
W 2008 Pietrow pozostał w zespole, natomiast miejsce Pantano (odszedł do Racing Engineering) zajął Ben Hanley, który po sześciu wyścigach został zastąpiony przez di Grassiego. Ekipa dalej trzymała dobre tempo, wygrywając cztery wyścigi, dziewięć razy stając na podium i zdobywając najszybsze okrążenie. W klasyfikacji zespołowi sięgnęli po tytuł mistrzowski, pokonując iSport o osiem punktów, natomiast z kierowców najlepszy był di Grassi, który zajął trzecie miejsce – pokonali go Giorgio Pantano i Bruno Senna.
Po sezonie zespół został sprzedany Alejandro Agagowi, który zmienił nazwę na Addax Team. Campos dalej startował w Hiszpańskiej Formule 3, gdzie w 2008 i 2009 roku ich kierowcy – Germán Sánchez oraz Bruno Méndez – sięgnęli po tytuł mistrzowski oraz Campos wśród zespołów.
Hiszpański kierowca po raz drugi próbował wejść do Formuły 1, tym razem już samodzielnie. Był zainteresowany kupnem aktywów zespołu Super Aguri, który w trakcie sezonu 2008 został zlikwidowany. 22 maja 2009 Adrián Campos złożył jako pierwszy akces do rozgrywek w sezonie 2010 w porozumieniu z firmą Meta Image, wskutek czego zespół miał się nazywać Campos Meta 1.
12 czerwca tego samego roku ekipa wraz z USF1 oraz Manorem znalazła się na liście startowej na sezon 2010 opublikowanej przez FIA, pokonując m.in. Lolę, N.Technology, Prodrive czy Team Superfund.

### Problemy przed sezonem
Pierwsze informacje o problemach w zespole Campos pojawiły się niecałe dwa miesiące po wybraniu zespołu przez FIA – w sierpniu 2009. Wówczas po wypowiedzi szefa zespołu Epsilon Euskadi, Joana Villadelprata, Adrián Campos zdementował plotki, jakoby byli oni jednym z zespołów, które mają problemy i że nie wystartują w sezonie 2010.
Kolejne wiadomości o problemach pojawiły się w styczniu 2010 – na początku były to plotki, które mówiły, że z powodu braku pieniędzy hiszpańska stajnia nie weźmie udziału w sezonie 2010. Campos w wywiadzie dla telewizji BBC Sport zdementował te pogłoski, mówiąc, że szuka dodatkowych źródeł finansowania zespołu. Dzień po tej informacji gazeta „Diario AS” opublikowała informacje, że Tony Teixeira kupił część udziałów w Campos, a z zespołu miał odejść Senna, który według innych informacji miał zostać zwolniony z kontraktu, dzięki czemu miałby startować w Toro Rosso.
25 stycznia Bernie Ecclestone przyznał, że zarówno USF1, jak i Campos, mają problemy finansowe, jednak miał nadzieję, że będzie wszystko w porządku. Dwa dni później Teixeira powiedział, że jeśli uda mu się sfinalizować wykupienie udziałów w zespole, to będzie chciał to powiązać z serią A1 Grand Prix.
Kilka dni później, 4 lutego, wysoko postawiona osoba z zespołu powiedziała serwisowi Autosport, że są bliscy sfinalizowania umowy, która umożliwiłaby starty Camposowi w sezonie 2010. Cztery dni później gazeta „Diario AS” napisała, że Adrián Campos otrzymał więcej czasu na spłatę długów wobec włoskiej firmy, które miały wynieść cztery miliony euro. Dallara przyznała, że mieli opóźnienia przy realizacji projektu, ale mieli nadzieję, że znajdą jakieś rozwiązanie i że ich praca nie pójdzie na marne.
19 lutego 2010 ogłoszono ostatecznie, że José Ramón Carabante przejął zespół, posiadając większościowe udziały w zespole, a nowym szefem został Colin Kolles, były szef Midland, Spyker i Force India. Trzy dni po przejęciu ekipy Niemiec przyznał, że zastał zespół w całkowitym bezładzie. 2 marca 2010 podano, że ze względu na firmę Carabante – Grupo Hispania zespół ma zmienić nazwę na Hispania Racing. Oficjalnie zostało to potwierdzone przez Kollesa dzień później.

## Specyfikacja techniczna
Projekt Campos-Dallara rozpoczął się trzy miesiące przed akcesem zespołu, w marcu 2009. Gotowy model zaprezentowano w Murcji 4 marca 2010 roku.
Model F110 wykonała firma Dallara według projektu Gabriele Tredozi, dyrektora technicznego w zespołach Minardi i Scuderia Toro Rosso. Pierwszy kontakt Dallary z F1 miał miejsce w sezonie 1988. Wówczas ekipa BMS Scuderia Italia zamówiła we włoskiej firmie wybudowanie nadwozia dla zespołu. Ogółem ich współpraca trwała do sezonu 1992, kiedy po sezonie Lucchini postanowił, że na sezon 1993 skorzysta z nadwozi Loli. W trakcie pięciu sezonów współpracy zespół wywalczył piętnaście punktów, w tym dwa miejsca na podium (trzecia pozycja Andrei de Cesarisa w Grand Prix Kanady 1989 i JJ Lehto w Grand Prix San Marino 1991). Ostatni raz Dallara zaangażowała się w F1 w latach 1998–1999, kiedy Honda, chcąc wrócić do królowej sportów motorowych, zamówiła we włoskiej firmie podwozie oznaczone później RA099, którym jeździł Jos Verstappen. Honda nie wróciła wówczas ze względu na śmierć Harveya Postlethwaite’a w kwietniu 1999 roku.
W modelu F110 użyto ośmiocylindrowego silnika Cosworth o pojemności 2400 cm³. Brytyjski producent po czterech latach powrócił do Formuły 1 i zaczął zaopatrywać w silniki trzy zespoły – Virgi, Lotus i Williams. W trakcie sezonu 2010 silnik ten psuł się tylko raz – w Bahrajnie. Podobnie jak poprzednia jednostka ważył 95 kg, lecz miał większą prędkość obrotową – CA2006 miał 16700 rpm, natomiast CA2010 – 18000 rpm (podobnie jak Ferrari Tipo 056 czy Mercedes FO108X).
Na nadwozie składała się wyprodukowana przez Dallarę konstrukcja skorupowa wykonana z włókna węglowego i materiałów kompozytowych o strukturze plastra miodu. Na zawieszenie przednie i tylne składały się wahacze sterujące amortyzatory i popychacze wraz z ramionami z włókien węglowych. Siedmiobiegowa, półautomatyczna skrzynia biegów Xtrac była zamontowana podłużnie. Model wraz z wodą, olejem i kierowcą ważył 620 kg. Rozstaw osi w modelu F110 wynosił 3219 mm. 13-calowe obramowanie kół przednich i tylnych zapewniła firma OZ Racing. Paliwo oraz oleje dostarczało BP.
Zespół korzystał z ogumienia Bridgestone, które od sezonu 2007 było jedynym dostawcą opon w Formule 1.

## Kierowcy
Na samym początku sezonu zespół HRT zatrudnił dwóch nowych kierowców, którzy wcześniej nie jeździli w Formule 1 – Bruno Sennę i Karuna Chandhoka.

### Bruno Senna

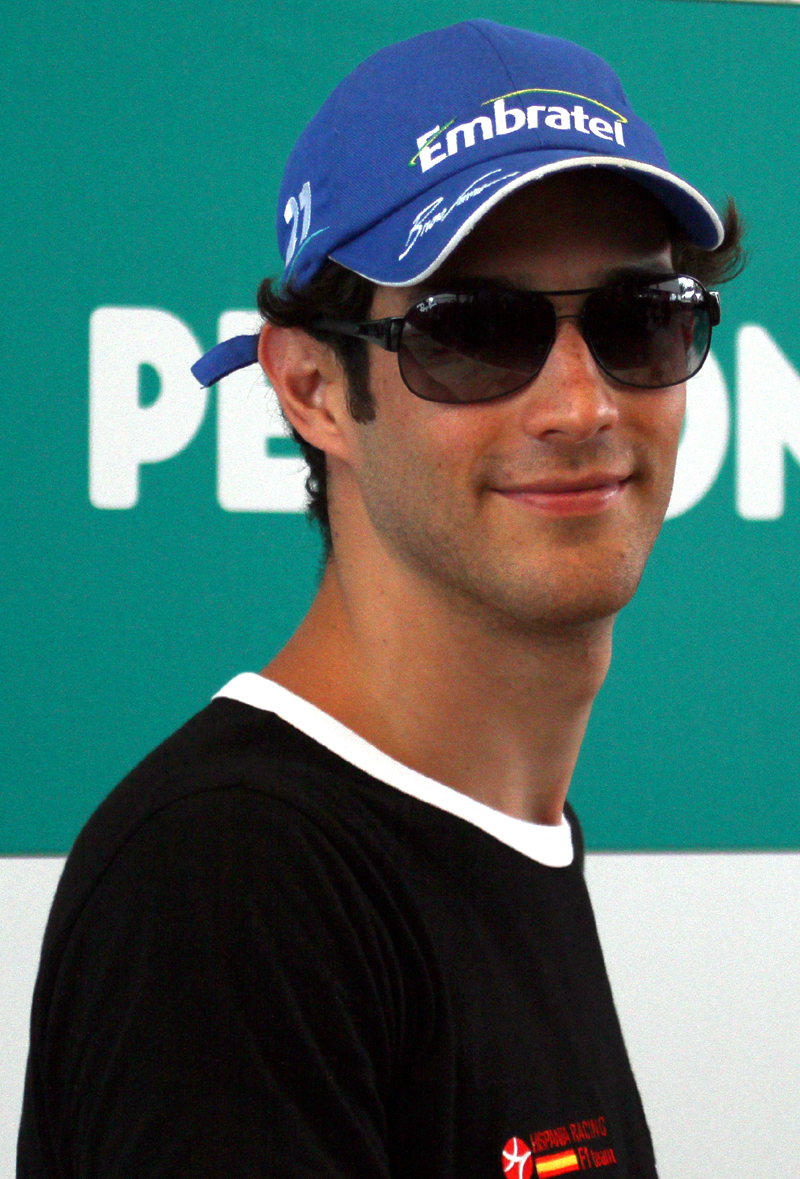
Bruno Senna

Bruno Senna swoją karierę w samochodach jednomiejscowych rozpoczął w 2004 roku, jeżdżąc w Brytyjskiej Formule BMW, gdzie w sześciu wyścigach zdobył sześć punktów i został sklasyfikowany na 21. pozycji. Następny rok spędził w Brytyjskiej Formule 3 w zespole Räikkönen Robertson Racing. Pierwszy sezon dał mu jedno pole position oraz trzy miejsca na podium i z liczbą 75 punktów zajął dziesiąte miejsce. Brał także udział w Grand Prix Makau i w wyścigu Masters of Formula 3, których nie ukończył. Rok później dalej jeździł w Brytyjskiej F3, gdzie wygrał pięciokrotnie, trzykrotnie zdobył pierwsze pole startowe, pięć razy ustanawiał najszybsze okrążenie, dziewięciokrotnie zdobył podium i w końcowej klasyfikacji zajął trzecie miejsce, pokonało go dwóch Brytyjczyków – Mike Conway i Oliver Jarvis. Brał udział w wyścigach pomocniczych Formuły 3 w Australii, wygrywając trzy z czterech wyścigów. Gościnnie wziął udział w wyścigu Porsche Supercup i Porsche Carrera Cup Germany, których nie ukończył.
W sezonie 2007 był kierowcą zespołu Arden International w serii GP2. W pierwszym sezonie w tej serii wygrał wyścig na torze Circuit de Catalunya i trzykrotnie stanął na podium – w klasyfikacji generalnej zajął ósme miejsce, tracąc 54 punkty do Timo Glocka. Na 2008 stanowił z Karunem Chandhokiem nowy skład ekipy iSport. Dla Brazylijczyka był to najlepszy sezon w tej serii – w dwudziestu wyścigach dwukrotnie wygrał, trzy razy startował z pole position, sześciokrotnie był na podium i zdobył tytuł wicemistrzowski, walcząc do końca z Giorgio Pantano, do którego stracił dwanaście punktów. Po sezonie otrzymał zaproszenie od zespołu Honda na testy na torze Catalunya. Brazylijczyk przyznał, że dla japońskiego zespołu zrezygnował z Toro Rosso i Williamsa. Był kandydatem do roli partnera zespołowego Jensona Buttona na sezon 2009, jednak Honda wycofała się. Gdy Ross Brawn kupił zespół i pozostawił w drugim kokpicie Rubensa Barrichello, brazylijski kierowca otrzymał propozycję od ekipy Oreca w serii Le Mans. Cały sezon zakończył na ósmym miejscu, natomiast 24-godzinny wyścig, w którym jeździł wraz ze Stéphane Ortellim i Tiago Monteiro, zakończył się dla nich na 219. okrążeniu.

### Karun Chandhok

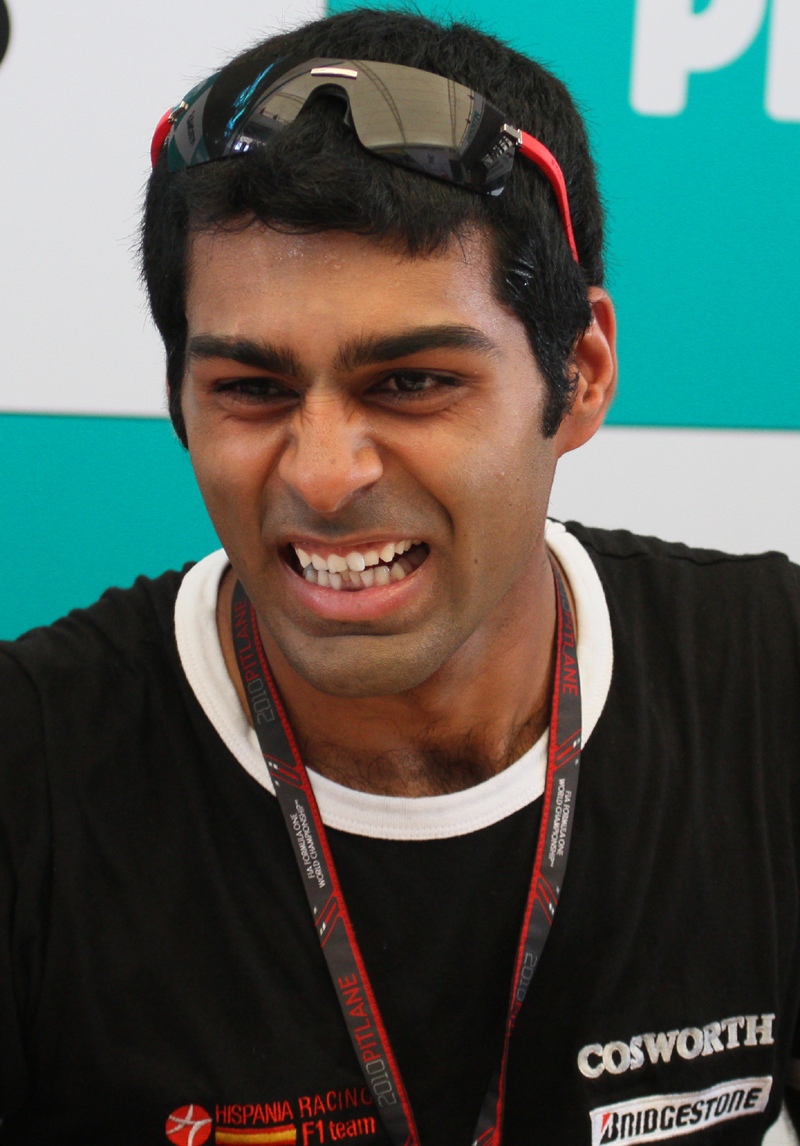
Karun Chandhok

Karun Chandhok rozpoczął starty w samochodach jednomiejscowych w 2000 roku, ścigając się w hinduskiej Formule Maruti. W debiucie zdobył tytuł mistrzowski, wygrywając siedem wyścigów. Rok później przeniósł się do Formula 2000 Asia, gdzie w teamie SMR Team India zdobył mistrzostwo z liczbą 246 punktów, mając osiem zwycięstw i trzynaście miejsc na podium. W sezonach 2002–2004 ścigał się w Brytyjskiej Formule 3 w zespole T-Sport. W sezonach 2002 i 2003 był klasyfikowany w klasie narodowej – pierwszy rok zakończył na szóstym miejscu, drugi natomiast na trzecim miejscu – łącznie wygrał siedem wyścigów, siedem razy zdobył pole position, trzy razy ustanawiał najszybsze okrążenie i 27 razy stawał na podium. W 2004 awansował do klasy mistrzowskiej, jednak zdobyte 37 punktów wystarczyło do zajęcia czternastej pozycji. Startował także w dwóch wyścigach World Series by Nissan w zespole Tata RC Motorsport, w sumie zdobywając jedenaście punktów i szesnaste miejsce.
W 2005 startował w Formule Renault 3.5, gdzie w czasie pięciu wyścigów nie zdobył ani jednego punktu, będąc sklasyfikowany na 29. miejscu. W sezonie 2005/2006 jeździł dla Indii w serii A1 Grand Prix. Kraj ten ostatecznie zajął osiemnaste miejsce, tracąc do Francji 156 punktów. W 2006 roku startował w Azjatyckiej Formule V6, gdzie zdobył tytuł mistrzowski. Na kolejny sezon przeniósł się do GP2, gdzie reprezentował zespół Durango – wygrał dla nich drugi wyścig na Circuit de Spa-Francorchamps i ustanowił jedno najszybsze okrążenie. W klasyfikacji generalnej zajął piętnaste miejsce z 16 punktami, o dwanaście mniej niż jego zespołowy partner, Borja García. W następnym sezonie stanowił razem z Bruno Senną nowy duet kierowców w zespole iSport International – w azjatyckiej serii był na trzynastym miejscu z jednym miejscem na podium. Lepiej mu szło w zwykłej serii, gdzie trzykrotnie stanął na podium, w tym raz na najwyższym. Mimo tego przegrał z Bruno Senną – który wywalczył tytuł wicemistrza GP2 – będąc sklasyfikowanym na 10. miejscu. Na sezon 2009 trafił do przemianowanej na Ocean Racing Technology ekipy BCN Competición. Hindus w portugalskiej stajni zdobył jedno najszybsze okrążenie i podium – dziesięć punktów wystarczyło do zajęcia osiemnastej lokaty.

### Sakon Yamamoto

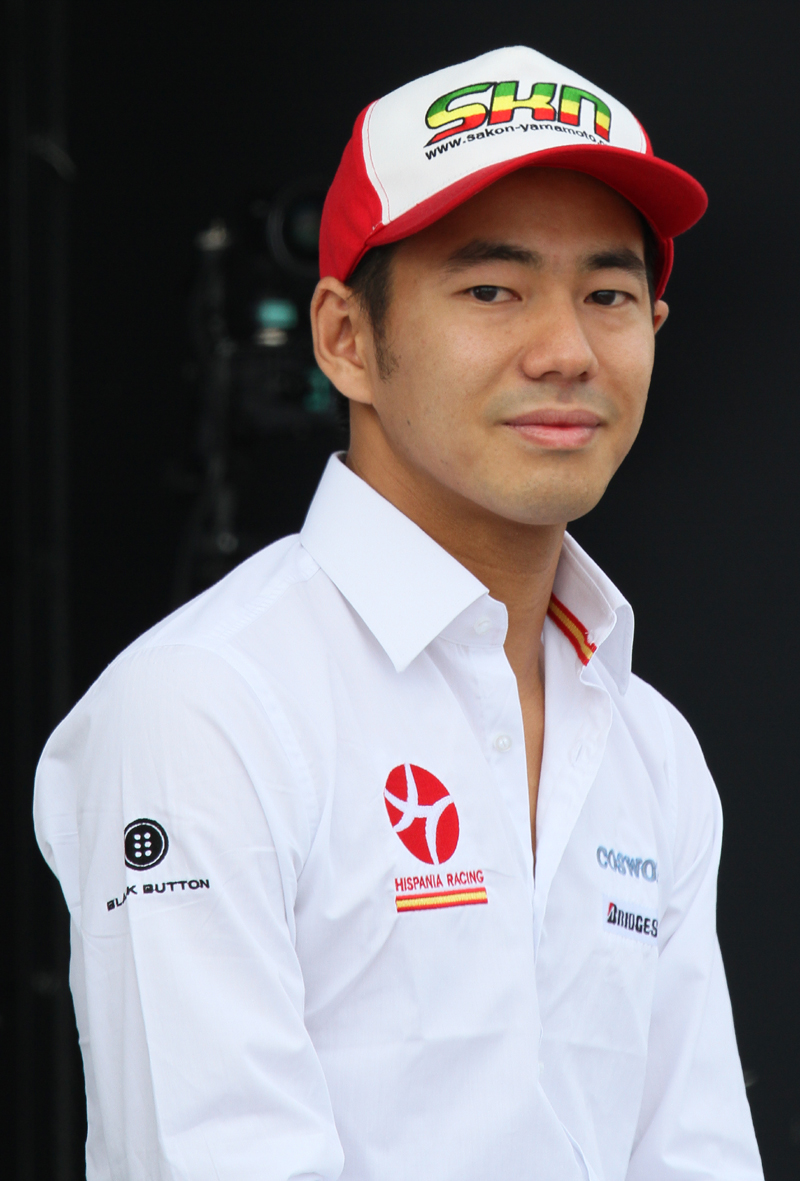
Sakon Yamamoto

Kolejni kierowcy, Sakon Yamamoto i Christian Klien, mieli za sobą doświadczenie w Formule 1. Yamamoto pierwszy raz w F1 jeździł podczas Grand Prix Japonii 2005 w piątkowym treningu dla zespołu Jordan. Rok później jeździł na Silverstone w piątkowych treningach dla zespołu Super Aguri. Jako główny kierowca wyścigowy zadebiutował w F1 podczas Grand Prix Niemiec, gdzie zastąpił Francka Montagny’ego na ostatnie siedem wyścigów. Japończyk nie zdobył ani jednego punktu i zajął 26. miejsce. Po sezonie Japończyk został kierowcą testowym zespołu Suzukiego, a jego miejsce zajął Anthony Davidson. W sezonie 2007 ścigał się w serii GP2, gdzie reprezentował barwy BCN. Jednak po Grand Prix Wielkiej Brytanii Spyker zwolnił Christijana Albersa, zastępując go na Grand Prix Europy kierowcą testowym, Markusem Winkelhockiem. Holenderski zespół, powstały na bazie zespołu Midland, potwierdził, że po tym wyścigu w dalszej części sezonu Yamamoto będzie drugim kierowcą Spykera. Tak jak w zeszłym sezonie, w siedmiu wyścigach nie zdobył ani jednego punktu, ale w klasyfikacji kierowców był dwie lokaty wyżej, aniżeli w poprzednim sezonie. Po sezonie Spyker przekształcił się w Force India i japoński kierowca nie znalazł angażu – przeniósł się do zespołu Renault, gdzie został kierowcą testowym. Kontynuował starty w GP2, tym razem dla ekipy ART Grand Prix, zastępując od wyścigu na torze Hockenheim Lucę Filippiego. Yamamoto zdobył tam trzy punkty i ukończył sezon na 23. miejscu. Brał także udział w azjatyckiej serii z francuskim zespołem – w jedenastu wyścigach zdobył 13 punktów i zajął 9. miejsce w klasyfikacji.

### Christian Klien

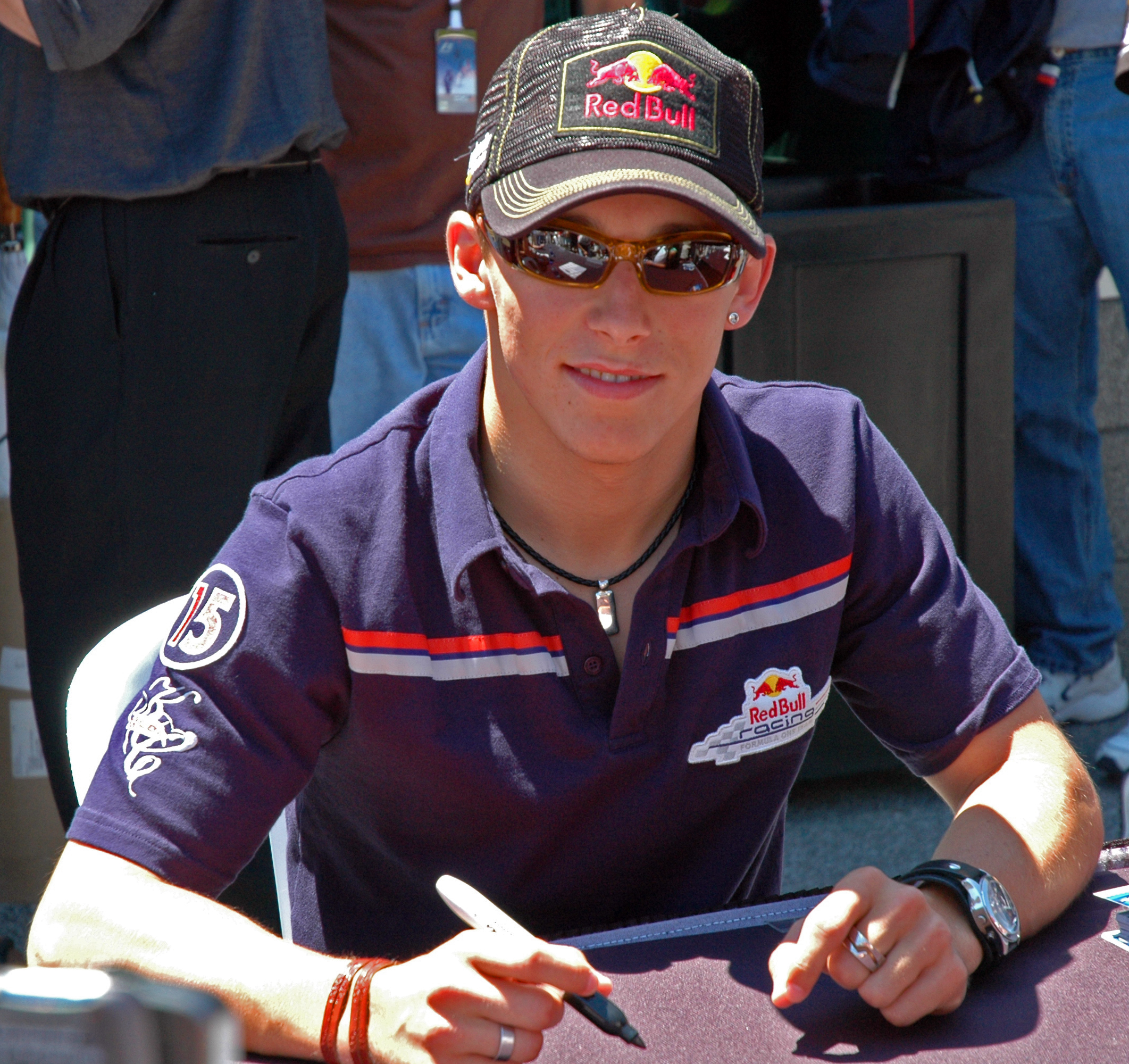
Christian Klien

Christian Klien zadebiutował podczas Grand Prix Australii 2004 w zespole Jaguar, zastępując Justina Wilsona. W debiutanckim sezonie zdobył trzy punkty (wszystkie podczas Grand Prix Belgii) i w klasyfikacji znalazł się na szesnastym miejscu. Red Bull wykupił zespół Jaguara i przemianował na Red Bull Racing. Austriak pozostał w zespole, lecz swój kokpit od Grand Prix San Marino do Grand Prix Europy oddawał Vitantonio Liuzziemu. Pięciokrotnie zdołał wywalczyć punkty – dziewięć oczek w sumie dało mu piętnaste miejsce. Na kolejny sezon pozostał w Red Bullu. Gdy austriacka stajnia zatrudniła Marka Webbera w jego miejsce na sezon 2007, zaproponowała Klienowi starty w serii Champ Car. Kierowca odrzucił tę ofertę, wobec czego firma zakończyła z nim współpracę, na trzy wyścigi przed końcem zastępując go Robertem Doornbosem. W piętnastu wyścigach zdobył dwa punkty i zajął osiemnaste miejsce w klasyfikacji kierowców. W sezonie 2007 był kierowcą testowym zespołu Honda, natomiast przez dwa kolejne sezony podobną rolę pełnił w zespole BMW Sauber. W tym samym czasie jeździł dla Peugeota w 24-godzinnym wyścigu Le Mans – najlepszy start zanotował w 2008 roku, gdzie razem z Franckiem Montagnym i Ricardo Zontą zajął trzecie miejsce w klasie LMP1.

## F110 w wyścigach
HRT do sezonu 2010 jako jedyny zespół przystąpił bez uczestnictwa w przedsezonowych testach.

### Grand Prix Bahrajnu 2010

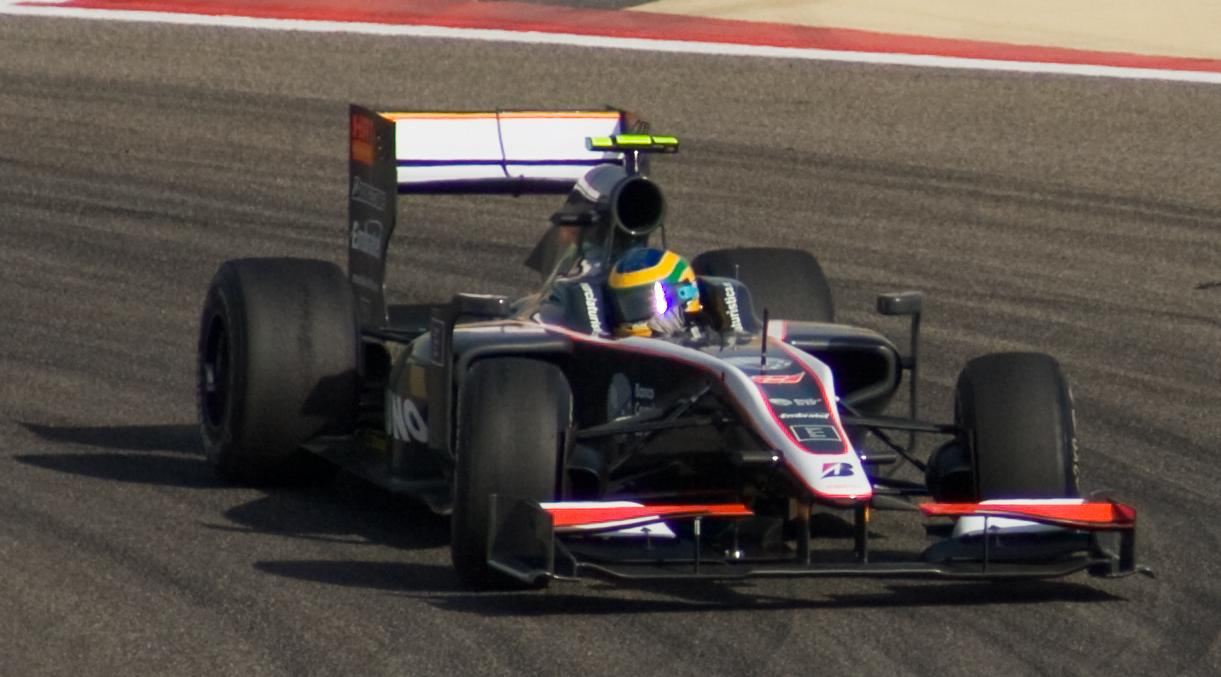
Bruno Senna podczas Grand Prix Bahrajnu 2010

Pierwszym wyścigiem w kalendarzu było Grand Prix Bahrajnu na torze Bahrain International Circuit, które odbyło się 14 marca. Przed tym wyścigiem Bruno Senna powiedział, że dopiero tydzień wcześniej zespół mógł być pewny startu w Bahrajnie, gdyż ekipa wysłała samochody do transportu z zapasem półgodzinnym przed ostatecznym terminem. Campos, nieobecny w Bahrajnie z powodu kontuzji, przyznał, że zespół pojechał na pierwszą rundę, by zachować zgłoszenie. Pierwszy trening wygrał Adrian Sutil, kierowca Force India, wykręcając czas 1:56,583. Kierowcy HRT nie zaliczyli pomiarowego kółka – Bruno Senna przejechał dwa okrążenia instalacyjne, Karun Chandhok nie opuścił z garażu, kończąc pierwszy trening na ostatnich dwóch miejscach. Drugi trening natomiast z czasem 1:55,409 wygrał Nico Rosberg z Mercedesa. W drugim treningu Brazylijczyk wykręcił czas 2:06,968, o ponad 11,5 s straty do Niemca i zajął 22. miejsce, hinduski kierowca ponownie nie wyjechał z garażu. Trzeci trening, rozegrany w sobotni poranek, zwyciężył Fernando Alonso z Ferrari, mając czas 1:54,099. Senna zajął 22. miejsce z czasem 2:04,001, Chandhok znów nie wykręcił pomiarowego czasu i zajął 24. miejsce. Kwalifikacje wygrał kierowca Red Bulla, Sebastian Vettel, z czasem 1:54,101. Kierowcy hiszpańskiej ekipy odpadli w Q1 – Senna zajął 23. miejsce, Chandhok – 24. Wyścig zakończył się dubletem zespołu Ferrari – wygrał Alonso z przewagą 16,099 s nad Massą i 23,182 s nad Hamiltonem z McLarena. Kierowcy, którzy wystartowali z boksów, nie ukończyli wyścigu – Chandhok miał na pierwszym okrążeniu wypadek, natomiast Sennie na siedemnastym okrążeniu odmówił posłuszeństwa silnik.

### Grand Prix Australii 2010
Druga eliminacja – Grand Prix Australii na torze Albert Park – odbyła się dwa tygodnie później. Pierwszy trening wygrał Robert Kubica z Renault z czasem 1:26,927. Bruno Senna i Karun Chandhok z wynikami 1:33,401 i 1:34,251 zajęli odpowiednio 22. i 23. miejsca, wyprzedzając tylko Timo Glocka. Najlepszym w drugim treningu był Lewis Hamilton z czasem 1:25,801. Kierowcy HRT zajęli dwa ostatnie miejsca – Hindus miał awarię bolidu po wyjeździe z boksów i zatrzymał się na linii start-meta, a później w wywiadzie dla BBC przyznał, że oprócz tego zepsuła się także i skrzynia biegów. Trzeci trening wygrał Mark Webber, który miał czas 1:24,719. Karun Chandhok (1:34,334) i Bruno Senna (1:36,649) zajęli ostatnie dwa miejsca. Tak samo było i w kwalifikacjach, ale uzyskali lepsze czasy: Brazylijczyk – 1:30,526, Hindus – 1:30,613, a pole position zdobył po raz drugi Vettel, wykręcając 1:23,919. Wyścig wygrał Jenson Button, plasując się przed Robertem Kubicą i Felipe Massą. Chandhok z pięcioma okrążeniami straty zajął 14. miejsce, Senna zakończył wyścig na czwartym okrążeniu z powodu hydrauliki.

### Grand Prix Malezji 2010

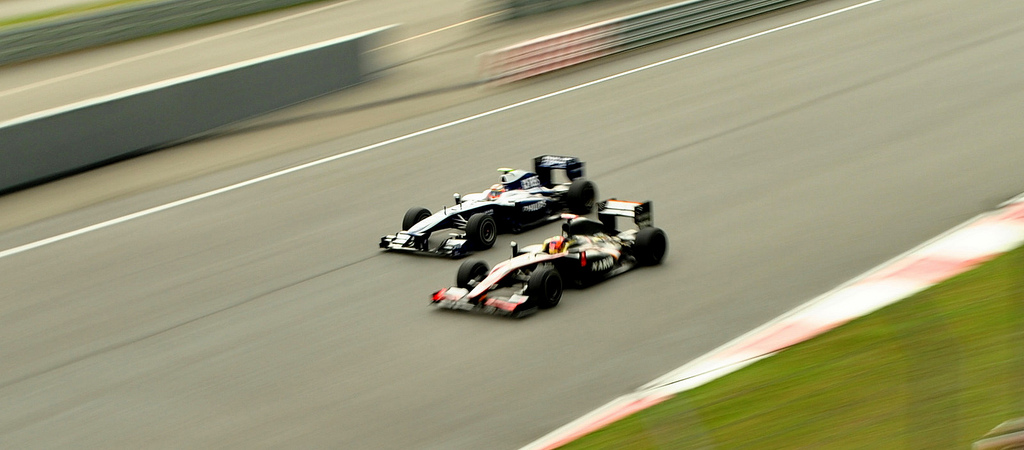
Karun Chandhok wyprzedza Nico Hülkenberga podczas Grand Prix Malezji 2010

4 kwietnia rozegrano trzeci wyścig sezonu – Grand Prix Malezji. Pierwszy trening wygrał Lewis Hamilton z czasem 1:34,921. Kierowcy hiszpańskiej ekipy zajęli dwa ostatnie miejsca: Senna miał czas 1:41,832, Chandhok – 1:41,966. Drugi trening wygrał ponownie Hamilton, uzyskując nieco lepszy czas niż w pierwszej sesji – 1:34,175. Ponownie reprezentanci stajni z Murcji zajęli ostatnie dwa miejsca, a najlepszym z nich był Hindus, który wykręcił 1:41,084, Brazylijczyk był wolniejszy od kolegi zespołowego o 0,397 s. Po piątkowych treningach tymczasowy szef techniczny, Geoff Willis, był rozczarowany z konstrukcji Dallary. W trzecim treningu wygrał Mark Webber z czasem 1:33,542. Ponownie ekipa HRT zajęła dwa ostatnie miejsca – Bruno Senna był 23. z czasem 1:39,868, Karun Chandhok – 24. z czasem 1:39,895, tracąc ponad sześć sekund do reprezentanta Red Bulla. Kwalifikacje rozgrywane w deszczu wygrał Webber, mając czas 1:49,327. Tym razem Bruno Senna i Karun Chandhok byli o pozycję wyżej: Chandhok (1:56,299) był na 22. miejscu, Senna (1:57,269) – na 23., wyprzedzając tylko Lucasa Di Grassiego. Wyścig natomiast zakończył się dubletem Red Bulla – zwycięzcą został Sebastian Vettel z przewagą 4,849 s nad Webberem i 13,504 s nad Rosbergiem. Obaj kierowcy ukończyli rundę – Karun Chandhok z trzema okrążeniami straty do Niemca zajął piętnaste miejsce, Bruno Senna był o jedno miejsce niżej ze stratą czterech okrążeń do Vettela.

### Grand Prix Chin 2010
Dwa tygodnie później, 18 kwietnia, rozegrano czwartą rundę sezonu – Grand Prix Chin. Pierwszą sesję treningową wygrał Jenson Button, wykręcając 1:36,677. Kierowcy HRT – Bruno Senna (1:43,875) i Karun Chandhok (1:43,949) – zajęli 22. i 23. miejsca, wyprzedzając Fernando Alonso. W drugim treningu najlepszy był Lewis Hamilton, który uzyskał czas 1:35,217. Chandhok z czasem 1:41,008 zajął 21. miejsce, wyprzedzając Lucasa Di Grassiego, natomiast Senna był 23. z czasem 1:41,345, pokonując tylko Sébastiena Buemiego, który nie wyjechał na tor. Przed trzecim treningiem ogłoszono, że Sakon Yamamoto został nowym kierowcą testowym i rezerwowym ekipy. Trzeci trening wygrał Mark Webber, uzyskując czas 1:35,323. Brazylijczyk oraz Hindus znaleźli się na dwóch ostatnich miejscach – wynik Senny wyniósł 1:40,316, natomiast Chandhoka – 1:41,141. Pole position zdobył po raz drugi z rzędu Sebastian Vettel, uzyskując w Q3 czas 1:34,558. Kierowcy HRT zakończyli sesję kwalifikacyjną podobnie jak w trzecim treningu na ostatnich miejscach – Senna z czasem 1:40,469 zajął 23. miejsce, Chandhok miał 1:40,578 i zajął ostatnie, 24. miejsce, otrzymując dodatkowo obniżenie pozycji startowej o pięć – była to kara za zdjęcie plomby ze skrzyni biegów. Rundę na torze w Szanghaju w deszczowych warunkach zdominował dublet McLarena – zwyciężył Jenson Button przed Lewisem Hamiltonem, trzeci był Nico Rosberg. Podobnie, jak w Malezji, kierowcy hiszpańskiej stajni ukończyli wyścig – Senna był szesnasty, Chandhok – siedemnasty, tracąc odpowiednio dwa i cztery okrążenia do Buttona. Po wyścigu, ze względu na erupcję wulkanu Eyjafjallajökull, część pracowników HRT i Force India pozostała jeszcze kilka dni w Szanghaju.

### Grand Prix Hiszpanii 2010
9 maja 2010 rozegrano piąty wyścig w kalendarzu – domowe dla zespołu Grand Prix Hiszpanii. Przed weekendem wyścigowym w Barcelonie Colin Kolles przyznał, że skład debiutantów nie pomaga zespołowi, dlatego zatrudnił Yamamoto, by polepszyć wyniki zespołu. Dwa dni później Hispania ogłosiła, że Christian Klien został drugim kierowcą testowym i rezerwowym, a następnego dnia – że austriacki kierowca zastąpi Chandhoka w pierwszym treningu. Tego samego dnia okazało się, że Klien nie posiada ważnej superlicencji. Problem został rozwiązany na dwie minuty przed pierwszą sesją treningową i Austriak otrzymał pozwolenie od Charliego Whitinga. Pierwszą sesję treningową wygrał Lewis Hamilton, wykręcając czas 1:21,134. Christian Klien zajął 22. miejsce z czasem 1:27,250, natomiast Bruno Senna (1:27,752) był 23., wyprzedzając Pedro de la Rosę z Saubera, który miał awarię skrzyni biegów. Drugi trening wygrał Sebastian Vettel, był prawie o dwie sekundy szybszy Hamiltona w pierwszej sesji – 1:19,965. Chandhok, który wrócił do kokpitu na drugą piątkową sesję treningową, był 22. z czasem 1:25,972, Senna (1:26,152) był 23., wyprzedzając w klasyfikacji Timo Glocka. W trzecim treningu znów zwyciężył Vettel (1:20,528). Hindus (1:26,611) i Brazylijczyk (1:26,611) zajęli 23. i 24. miejsca. W kwalifikacjach najlepszy był Mark Webber – w trzeciej części sesji kwalifikacyjnej ustanowił wynik 1:19,995. Początkowo Chandhok był 23. z czasem 1:26,750 a Senna – 24., mając 1:27,122. Przed kwalifikacjami nałożono na kierowców zespołu Virgin karę obniżenia o pięć pozycji startowych za wymianę skrzyni biegów w 4-wyścigowym cyklu i na Chandhoka tę samą karę, ale z powodu niepodania przełożeń skrzyni biegów. Z powodu kar Brazylijczyk startował z 21. pola startowego, a Hindus z ostatniego pola. Wyścig wygrał Australijczyk, wyprzedzając Alonso i Vettela. Domowej rundy kierowcy HRT nie ukończyli – Senna na początku wyścigu wypadł z toru, Chandhok zakończył start na 27. okrążeniu z powodu uszkodzeń samochodu w wyniku kolizji z Jaime Alguersuarim.

### Grand Prix Monako 2010
16 maja odbyła się szósta runda – Grand Prix Monako na ulicach Księstwa Monako. W pierwszym treningu pierwszą pozycję zdobył Fernando Alonso z czasem 1:15,927. Bruno Senna (1:21,688) i Karun Chandhok (1:21,853) ponownie zajęli ostatnie dwa miejsca. Drugą sesję treningową wygrał Alonso z czasem 1:14,904. Karun Chandhok był 23. z czasem 1:20,313, Bruno Senna – 24., mając 1:22,148. Trzeci trening wygrał Robert Kubica(1:14,806). Brazylijczyk zajął 22. miejsce, Hindus był 23. ze stratą odpowiednio 4,914 s i 4,975 s do Polaka. Pierwsze pole startowe wywalczył Mark Webber z czasem 1:13,826. Z powodu uszkodzeń samochodu Fernando Alonso w trzeciej sesji treningowej kierowcy HRT – Senna i Chandhok – wywalczyli 22. i 23. pole startowe. Wyścig zakończył się zwycięstwem Marka Webbera przed Sebastianem Vettelem i Robertem Kubicą. Karun Chandhok w wyniku kolizji z Jarno Trullim na 70. okrążeniu i przejechaniu ponad 90% wyścigu zajął 14. miejsce, Senna nie ukończył wyścigu z powodu awarii hydrauliki.
W trakcie weekendu wyścigowego zespół podjął decyzję, że Sakon Yamamoto podczas pierwszego treningu w Turcji zastąpi Bruno Sennę. Po czwartkowych treningach Bernie Ecclestone zasugerował, że Hispania ma problemy finansowe i chce zadbać o to, by stajnia dotrwała do końca sezonu, kilka dni później zaprzeczył temu José Ramón Carabante. Również w czasie weekendu zespół poinformował, że jest bliski nawiązania współpracy technicznej.

### Grand Prix Turcji 2010
30 maja, dwa tygodnie po Grand Prix Monako, odbyła się siódma runda – Grand Prix Turcji. Przed wyścigiem zespół oficjalnie poinformował o zakończeniu współpracy z Dallarą oraz o tym, że samochód będzie ulepszany poprzez własny program rozwojowy. Bruno Senna przyznał, że nie żałuje decyzji zespołu. W pierwszym treningu wygrał Hamilton, jego czas wyniósł 1:28,653. Chandhok był 21. z czasem 1:34,876. Wyprzedził kierowców Virgin i Sakona Yamamoto, który wykręcił czas 1:36,137, tracąc 7,5 s. do Anglika. Drugą sesję treningową wygrał Jenson Button (1:28,280). Bruno Senna (1:33,420) i Karun Chandhok (1:33,740) zajęli dwa ostatnie miejsca. Trzecią sesję wygrał Sebastian Vettel z czasem 1:27,086. Z powodu problemów z hydrauliką w samochodzie Adriana Sutila Bruno Senna i Karun Chandhok zajęli 22. i 23. miejsce: Brazylijczyk miał 1:32,320, Hindus – 1:32,762. Pierwsze pole na torze Istanbul Park wywalczył Mark Webber, wykręcając w Q3 czas 1:26,295. Bruno Senna z czasem 1:31,266 zajął 22. miejsce, Karun Chandhok (1:32,060) – ostatnie, 24. miejsce (23. miejsce zajął Lucas Di Grassi). W czasie wyścigu doszło do kolizji między Vettelem a Webberem. Niemiec na 39. okrążeniu zakończył wyścig, a Australijczyk kontynuował jazdę, zajmując ostatecznie trzecie miejsce. Przegrał z duetem McLarena – Lewisem Hamiltonem i Jensonem Buttonem. Zarówno Senna, jak i Chandhoka, mieli problem z ciśnieniem paliwa: Brazylijczyk po 46. okrążeniach (przez co był nieklasyfikowany), Hindus – sześć okrążeń później (ze względu na 90% wyścigu Chandhoka został sklasyfikowany na 20. pozycji).
W czasie weekendu w Turcji pojawiły się pierwsze pogłoski na temat przejęcia siedziby zespołu Toyota oraz projektu modelu TF110. Po wyścigu włoskie media sugerowały, że Senna straci posadę kierowcy w zespole na rzecz Yamamoto

### Grand Prix Kanady 2010

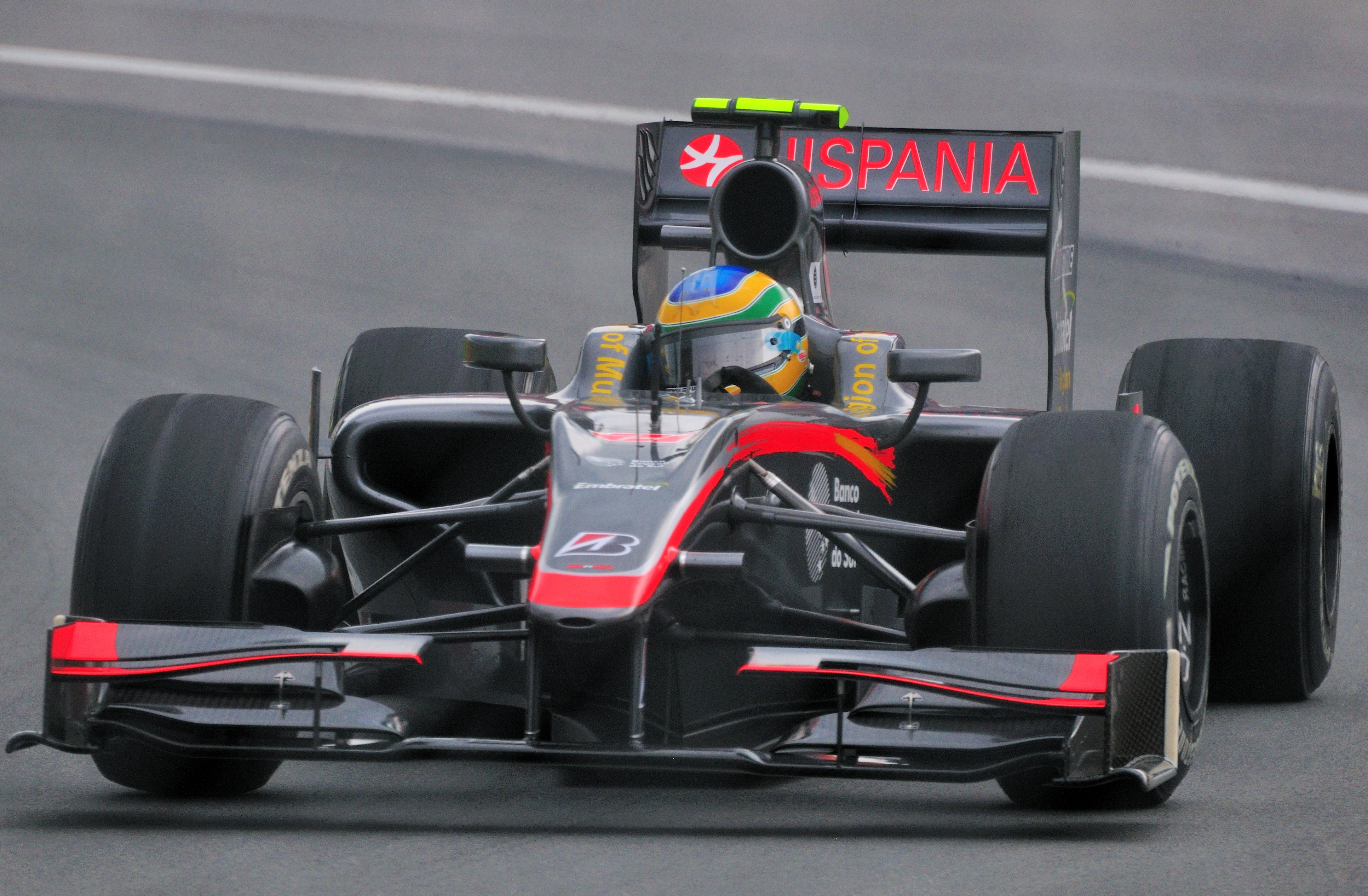
Bruno Senna podczas Grand Prix Kanady 2010

13 czerwca odbył się ósmy wyścig – Grand Prix Kanady. W pierwszym treningu najlepszy okazał się Jenson Button – jego czas wyniósł 1:18,127. Chandhok z czasem 1:21,997 był 20., Senna był 22. z czasem 1:22,701. Drugi trening zwyciężył Sebastian Vettel, który miał 1:16,877. Hindus (1:20,879) i Brazylijczyk (1:21,097) zajęli odpowiednio 20. i 21. miejsca, wyprzedzając Jarno Trulliego i kierowców zespołu Virgin. Ostatnią sesję treningową na torze im. Gillesa Villeneuve’a wygrał Lewis Hamilton z czasem 1:16,058. Senna zajął 23. miejsce, mając 1:20,325. Chandhok miał problemy i zatrzymał się za wyjazdem z alei serwisowej, nie uzyskując pomiarowego czasu. Kwalifikacje wygrał Lewis Hamilton, wykręcając w trzeciej części 1:15,105. Bruno Senna (1:19,484) zajął 22. miejsce, Chandhok (1:27,757) był 24., otrzymując karę obniżenia pozycji startowej o pięć za wymianę skrzyni biegów w trakcie 4-wyścigowego cyklu. Wyścig wygrał Lewis Hamilton przed Jensonem Buttonem i Fernando Alonso. Karun Chandhok zakończył wyścig na osiemnastej pozycji z czterema okrążeniami straty do Brytyjczyka, natomiast Bruno Senna miał awarię skrzyni biegów na 13. okrążeniu i nie ukończył wyścigu.
Przed wyścigiem w Kanadzie media informowały, że Hindus może mieć zagrożoną posadę ze względu na to, że jego sponsorzy nie mogą wyłożyć zespołowi pięciu milionów dolarów – za tyle Chandhok bowiem kupił miejsce w zespole.

### Grand Prix Europy 2010
30 czerwca odbyła się dziewiąta runda – Grand Prix Europy na torze Valencia Street Circuit. Pierwszy trening wygrał Nico Rosberg (Mercedes) z czasem 1:41,175. Ponownie HRT zdecydowało, że Christian Klien zastąpi Chandhoka w pierwszym treningu – Austriak zajął 23. miejsce z czasem 1:47,343. Lepszy był Brazylijczyk, który zajął 21. miejsce, wykręcając 1:47,123. W drugiej sesji treningowej na pierwszej pozycji znalazł się Alonso z czasem 1:39,283. Senna (1:44,095) i Chandhok (1:44,566) zajęli dwa ostatnie miejsca. W trzecim treningu najlepszy był Sebastian Vettel, mając czas 1:38,052. Kierowcy hiszpańskiej stajni zajęli ponownie dwa ostatnie miejsca – 1:42,611 wystarczyło Sennie na 23. miejsce, natomiast o 0,011 s wolniejszy od niego był Chandhok. Pierwsze pole startowe zapewnił sobie Vettel, natomiast w kwalifikacjach lepszy był Chandhok, który miał 1:42,600 i zajął 23. miejsce, Senna był wolniejszy od Hindusa o 0,251 s i wyruszał z ostatniego pola. Wyścig wygrał Sebastian Vettel, wyprzedzając duet zespołu z Woking – Lewisa Hamiltona i Jensona Buttona. Chandhok znalazł się na osiemnastej pozycji, Senna był dwudziesty – ich straty do Niemca wyniosły dwa okrążenia.
W czasie pomiędzy Grand Prix Europy a Grand Prix Wielkiej Brytanii szef techniczny Geoff Willis przyznał, że Formuła 1 popełniła błąd, wprowadzając zakaz testów w trakcie sezonu, by ograniczyć koszty. 7 lipca Bruno Senna podczas festiwalu w Goodwood powiedział, że liczy na pozostanie na następny sezon w HRT i że ten sezon nie jest zmarnowany. Dzień później zespół poinformował, że podczas rundy na torze Silverstone Senna zostanie zastąpiony przez Sakona Yamamoto.

### Grand Prix Wielkiej Brytanii 2010
11 lipca odbył się dziesiąty wyścig sezonu – Grand Prix Wielkiej Brytanii. Pierwszy trening wygrał Sebastian Vettel z czasem 1:32,280. Chandhok (1:38,735) zajął 22. pozycję, dwa miejsca niżej był Yamamoto z wynikiem 1:39,673. Drugi trening zakończył się wygraną Marka Webbera (1:31,234). Hindus był 22. z czasem 1:37,019 a Japończyk (1:38,303) – pozycję niżej. Po piątkowych treningach zespół stwierdził, że Yamamoto zastąpił Sennę, ponieważ stajnia chciała dać szansę kierowcy. W sobotniej sesji treningowej pierwsze miejsce wywalczył Vettel, który wykręcił czas 1:30,958. Chandhok (1:36,286) zajął 22. miejsce, Yamamoto (1:37,178) uplasował się na ostatniej, 24. pozycji (23. miejsce zdobył Timo Glock). Pole position wywalczył Niemiec z wynikiem 1:29,615. Chandhok (1:36,576) i Yamamoto (1:36,968) zajęli dwie ostatnie pozycje. Wyścig wygrał Webber z przewagą 1,360 s nad Hamiltonem i 21,307 s nad Rosbergiem. Hindus i Japończyk wywalczyli odpowiednio 19. i 20. lokatę, tracąc dwa okrążenia do Australijczyka.
W trakcie weekendu na Silverstone HRT poinformowało, że ma nowego sponsora – firmę Jaypee Sports International, której ambasadorem został Karun Chandhok. Loga tej firmy pojawiły się na samochodach F110. Mówiło się, że Yamamoto wystartował na Silverstone w miejsce Senny, ponieważ Japończyk wsparł zespół kwotą pięciu milionów euro, natomiast niemiecki Auto Bild Motorsport zasugerował, że Brazylijczyk został zastąpiony z powodu maila, w którym krytykował Kollesa.

### Grand Prix Niemiec 2010

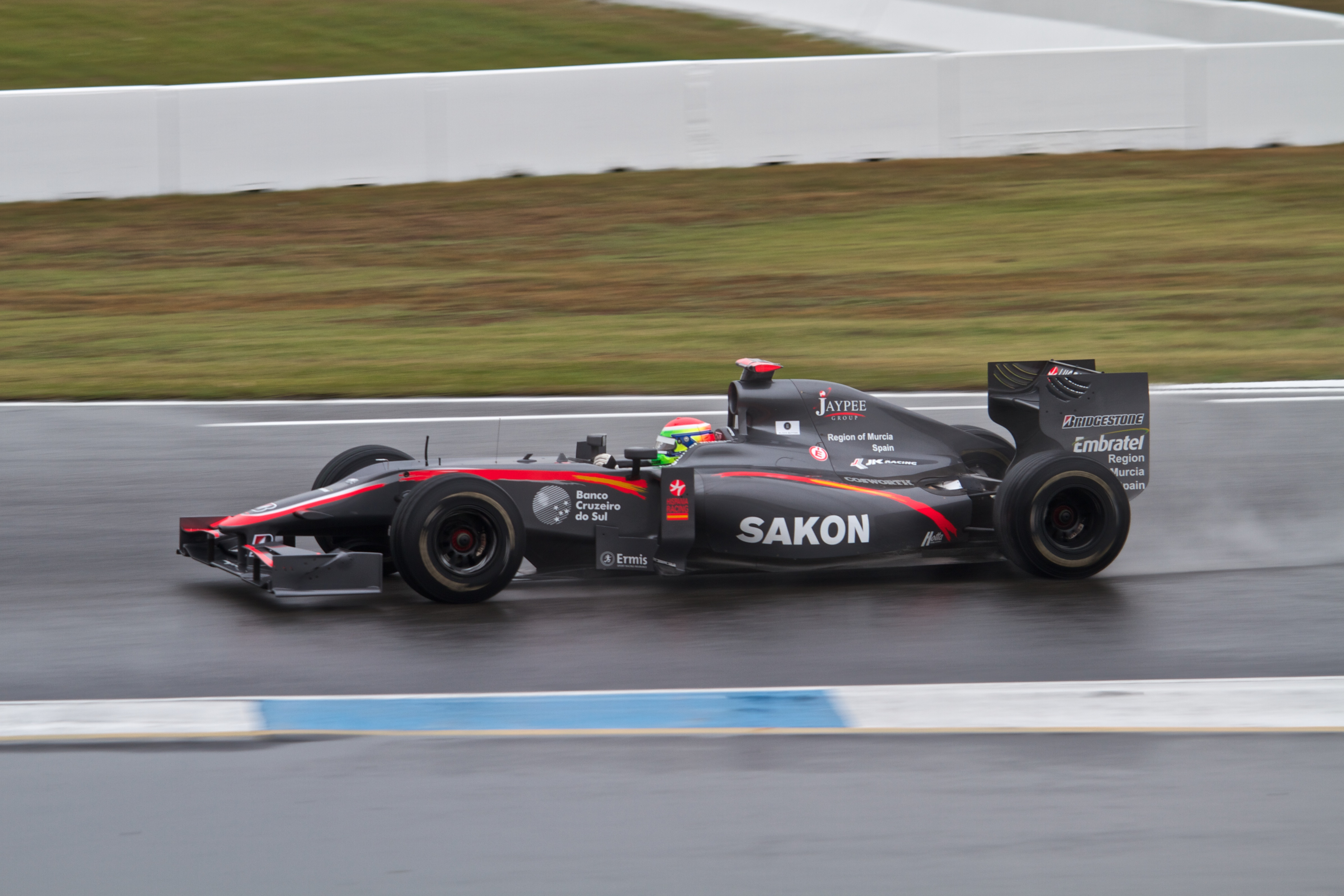
Sakon Yamamoto podczas Grand Prix Niemiec 2010

25 lipca rozegrana została jedenasta runda – Grand Prix Niemiec na torze Hockenheimring. Przed tą rundą zespół poinformował, że Yamamoto ponownie wystartuje w wyścigu, ale będzie zastępował Karuna Chandhoka. Chandhok przyznał, że spodziewał się takiej decyzji, potwierdzając informację, że Hispania będzie w całym sezonie rotować kierowców. W pierwszym treningu na pierwszej pozycji znalazł się Adrian Sutil z czasem 1:25,701. Bruno Senna (1:31,720) był 22., Yamamoto (1:32,791) – 24.. Drugi trening z przewagą zaledwie 0,029 s wygrał Fernando Alonso (1:16,265). Kierowcy HRT zajęli ostatnie dwa miejsca: Senna (1:21,988) na 23. lokacie, Yamamoto (1:23,066) – na 24.. W trzecim treningu wygrał Sebastian Vettel, uzyskując czas 1:15,103. Senna (1:20,533) i Yamamoto (1:21,538) zajęli odpowiednio 20. i 21. pozycje. Kwalifikacje wygrał Vettel z wynikiem 1:13,791. Brazylijczyk i Japończyk z rezultatami odpowiednio 1:18,592 i 1:19,844 zajmowali pierwotnie 21. i 23. miejsce. Po kwalifikacjach Timo Glockowi nałożono dwie kary – za wymianę skrzyni biegów i zmianę ustawienia siódmego biegu, dlatego Senna i Yamamoto przesunęli się o jedną pozycję do przodu. Wyścig w kontrowersyjnych okolicznościach wygrał Fernando Alonso przed Felipe Massą i Sebastianem Vettelem. Bruno Senna z czterema okrążeniami straty był na dziewiętnastej pozycji, natomiast Sakon Yamamoto zakończył wyścig na 19. okrążeniu z powodu awarii skrzyni biegów.
Przed wyścigiem na torze Hockenheim serwis 422race.com informował, że Hispania jest bliska podpisania umowy z Toyotą, która miałaby obejmować m.in. korzystanie z tunelu aerodynamicznego czy projektu modelu TF110. Po wyścigu w Niemczech właściciel HRT, José Ramón Carabante, potwierdził, że poważnie zastanawia się nad możliwością współpracy z Toyota Motorsport.

### Grand Prix Węgier 2010
Tydzień po Grand Prix Niemiec, 1 sierpnia, odbył się dwunasty wyścig sezonu – Grand Prix Węgier. Ponownie HRT postanowiło, że Sakon Yamamoto będzie drugim kierowcą Hispanii na torze Hungaroring. HRT zapewniło, że Chandhok nadal jest częścią zespołu, a sam Hindus liczył, że powróci do kokpitu podczas Grand Prix Belgii. Pierwszą sesję treningową wygrał Sebastian Vettel, uzyskując 1:20,976. Senna i Yamamoto zajęli dwa ostatnie miejsca: czas Senny wyniósł 1:26,990 a Yamamoto – 1:28,157. W drugiej sesji na podium stanął Niemiec z wynikiem 1:20,087. Brazylijski i japoński kierowcy z wynikami 1:26,745 i 1:26,798 zajęli 22. i 23. miejsce, wyprzedzając Heikkiego Kovalainena z Lotusa. Trzeci trening wygrał Mark Webber z wynikiem 1:19,574. Bruno Senna (1:26,479) i Sakon Yamamoto (1:27,176) zajęli dwa ostatnie miejsca. Kwalifikacje zdominował, tak jak w pierwszych dwóch treningach, Vettel, osiągając czas 1:18,773. Yamamoto z czasem 1:26,453 zajął ostatnią, 24. pozycję, natomiast Senna z czasem 1:26,391 był pozycję wyżej. Później nałożono karę na Kamuiego Kobayashiego za zignorowanie wezwania na kontrolę bolidu. Japończyk został cofnięty o pięć miejsc i Senna startował z 22. pola. Wyścig wygrał Mark Webber z przewagą 17,821 s nad Alonso i 19,252 s nad Vettelem. Obaj kierowcy hiszpańskiej ekipy ukończyli wyścig: Senna z trzema okrążeniami straty był siedemnasty, Yamamoto z czterema okrążeniami był dziewiętnasty.
Po wyścigu nastąpiła letnia przerwa. Po wypowiedziach Senny i Yamamoto wszystko wskazywało, że na rundę na torze Spa skład kierowców nie będzie zmieniony, lecz szef zespołu, Colin Kolles, powiedział, że cała czwórka jest brana pod uwagę przy wybieraniu składu na następny wyścig. Christian Klien liczył na wystąpienie w tym sezonie i zdobycie posady kierowcy wyścigowego na sezon 2011.

### Grand Prix Belgii 2010

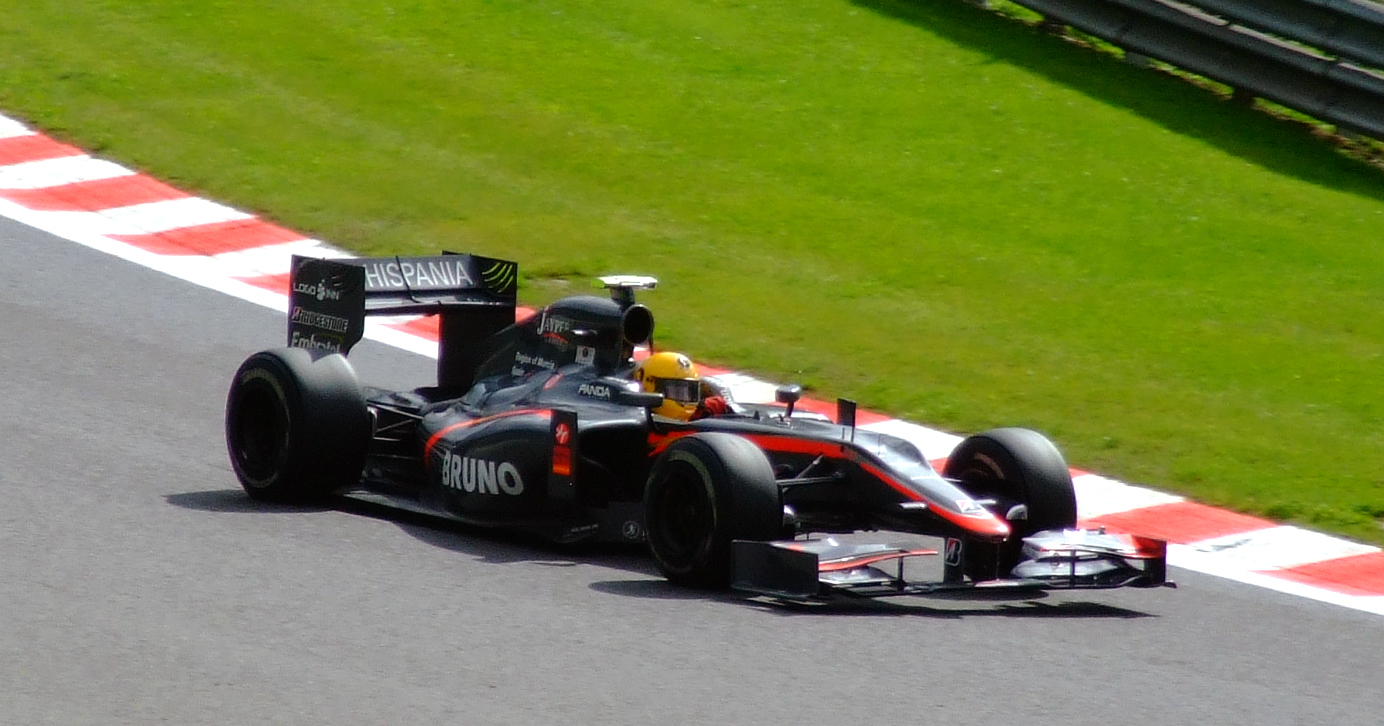
Bruno Senna podczas drugiego treningu do Grand Prix Belgii 2010

29 sierpnia rozegrano trzynastą rundę w kalendarzu – Grand Prix Belgii. HRT ponownie postanowiło, że partnerem Senny będzie Sakon Yamamoto. Pierwszy piątkowy trening wygrał Fernando Alonso z czasem 2:00,797. Bruno Senna z wynikiem 2:07,737 zajął 22. miejsce, natomiast Sakon Yamamoto był 24., mając 2:10,507. Drugi trening zakończył się ponownie wygraną Alonso, który tym razem wykręcił 1:49,032. Brazylijczyk z wynikiem 1:55,751 był 22., natomiast Japończyk z czasem 1:56,039 był 23., wyprzedzając Timo Glocka. W trzeciej sesji treningowej pierwszą pozycję zdobył Webber, mając czas 1:46,106. Senna (1:51,133) zajął 20. pozycję, Yamamoto (1:52,001) był 24. Pole position zdobył Australijczyk z wynikiem 1:45,778. Bruno Senna (2:03,612) i Sakon Yamamoto (2:03,941) zdobyli początkowo 20. i 21. miejsca. Ze względu na kary dla Timo Glocka (za blokowanie Yamamoto w czasie Q1 – obniżenie pozycji startowej o pięć), Michaela Schumachera (za incydent z Rubensem Barrichello podczas wyścigu na torze Hungaroring – obniżenie pozycji startowej o dziesięć) i Pedra de la Rosie (za użycie nadprogramowego silnika) Brazylijczyk i Japończyk ruszali z pozycji 18. i 19. Rundę tę wygrał Lewis Hamilton, wyprzedzając o 1,571 s Marka Webbera i o 3,493 s Roberta Kubicę. Sakon Yamamoto ukończył wyścig na dwudziestej pozycji z dwoma okrążeniami straty do reprezentanta McLarena, a Bruno Senna nie ukończył go z powodu zawieszenia.
Przed weekendem w Belgii informowano, że HRT połączy się z zespołem Epsilon Euskadi, które walczyło o trzynaste miejsce na liście startowej na sezon 2011. Przed wyścigiem na torze Monza Sakon Yamamoto stwierdził, że dokończy sezon z Hispanią i że ta sytuacja nie będzie miała wpływu na relację z Senną i Chandhokiem. Późniejsza decyzja Colina Kollesa o niezmienianiu składu kierowców oznaczała, że Grand Prix Wielkiej Brytanii był ostatnim wyścigiem Chandhoka w HRT.

### Grand Prix Włoch 2010
12 września odbył się czternasty wyścig i ostatnia europejska runda zaplanowana w kalendarzu – Grand Prix Włoch. Pierwszy trening wygrał Jenson Button, mając czas 1:23,693. Senna zajął 22. pozycję, Yamamoto był dwa miejsca niżej, ich czasy wynosiły odpowiednio 1:28,256 i 1:29,870. Drugą sesję piątkową zwyciężył Sebastian Vettel z wynikiem 1:22,839. Sakon Yamamoto z czasem 1:29,498 zajął 23. miejsce, natomiast Bruno Senna z powodu kłopotów związanych z układem paliwowym nie zaliczył pomiarowego kółka. Po piątkowych treningach we Włoszech Bruno Senna twierdził, że dokończy ten sezon z hiszpańskim zespołem. W trzecim treningu na pierwszej pozycji znalazł się Lewis Hamilton (1:22,498). Brazylijski i japoński kierowca z wynikami 1:27,471 i 1:28,730 zajęli dwa ostatnie miejsca. Tak samo było w kwalifikacjach, gdzie Senna osiągnął 1:26,847 a Yamamoto – 1:27,020. Po kwalifikacjach Glock otrzymał karę obniżenia pozycji startowej o pięć za zdjęcie plomby ze skrzyni biegów, co oznaczało, że kierowcy HRT startowali o pozycji o jeden wyżej. Wyścig wygrał Fernando Alonso przed Jensonem Buttonem i Felipe Massą. Yamamoto zajął 19. pozycję z dwoma okrążeniami straty do Alonso, a Senna na jedenastym okrążeniu miał problem z hydrauliką. Dodatkowo Hispania otrzymała również karę w wysokości 20 tysięcy dolarów za incydent w boksach – Japończyk zbyt wcześnie otrzymał sygnał od mechanika z lizakiem, wskutek czego potrącił jednego z mechaników. Mechanik przez kilka dni leżał pod obserwacją w szpitalu.
Przed nocnym wyścigiem o Grand Prix Singapuru gazeta „Diario AS” pisała, że de la Rosa może jeździć w hiszpańskim zespole i w tej sprawie kontaktował się z Carabante, natomiast portal 422race.com zamieścił informacje, jakoby Zoran Stefanović miał wykupić zespół.

### Grand Prix Singapuru 2010
26 września została rozegrana piętnasta runda sezonu – Grand Prix Singapuru. Niespełna godzinę przed pierwszym treningu HRT poinformował, że Sakon Yamamoto nie wystartuje w tej rundzie z powodu zatrucia pokarmowego, wskutek czego Christian Klien zastąpi Japończyka. Pierwszą sesję treningową wygrał Mark Webber, osiągając wynik 1:54,589. Senna (1:59,783) i Klien (2:03,424) zajęli pozycje 22. i 23. W drugim treningu pierwszym był Sebastian Vettel, mając czas 1:46,660. Bruno Senna był 23. z wynikiem 1:54,725, Christian Klien – o pozycję niżej ze stratą 0,817 s do Senny. Trzeci trening wygrał Vettel (1:48,028). Kierowcy HRT zajęli dwa ostatnie miejsca, ale po raz pierwszy Austriak był lepszy od Brazylijczyka. Klien osiągnął wynik 1:54,826, Senna był od niego o 0,541 s wolniejszy. Pierwsze pole startowe wywalczył Alonso, wykręcając czas 1:45,390. Christian Klien (1:52,946) i Bruno Senna (1:54,174) 22. i 23. miejsca. Rundę tę wygrał Alonso przed duetem Red Bulla – Vettelem i Webberem. Po raz trzeci w sezonie dwóch kierowców HRT nie ukończyło wyścigu – Senna uderzył w samochód Kobayashiego na 29. okrążeniu i zakończył wyścig, natomiast Klien na 31. okrążeniu miał problemy z hydrauliką.
W trakcie weekendu na torze Marina Bay zespół HRT poinformował, że kolejnym ich sponsorem jest Upsynth, austriacka firma z branży alkoholowej. Jej logo pojawiło się w samochodach hiszpańskiego zespołu. Christian Klien po wyścigu powiedział, że wyścig w Singapurze był jego jednorazową przygodą i że model F110 zachowuje się jak „rajdówka”.
Przed domowym wyścigiem Sakona Yamamoto (Grand Prix Japonii) Colin Kolles ostrożniej podszedł do składu kierowców na ten wyścig w związku z zastąpieniem Japończyka przez Kliena w ostatnim wyścigu. Później jednak Niemiec potwierdził, że Bruno Senna i Sakon Yamamoto będą reprezentować Hispanię w tym wyścigu.

### Grand Prix Japonii 2010

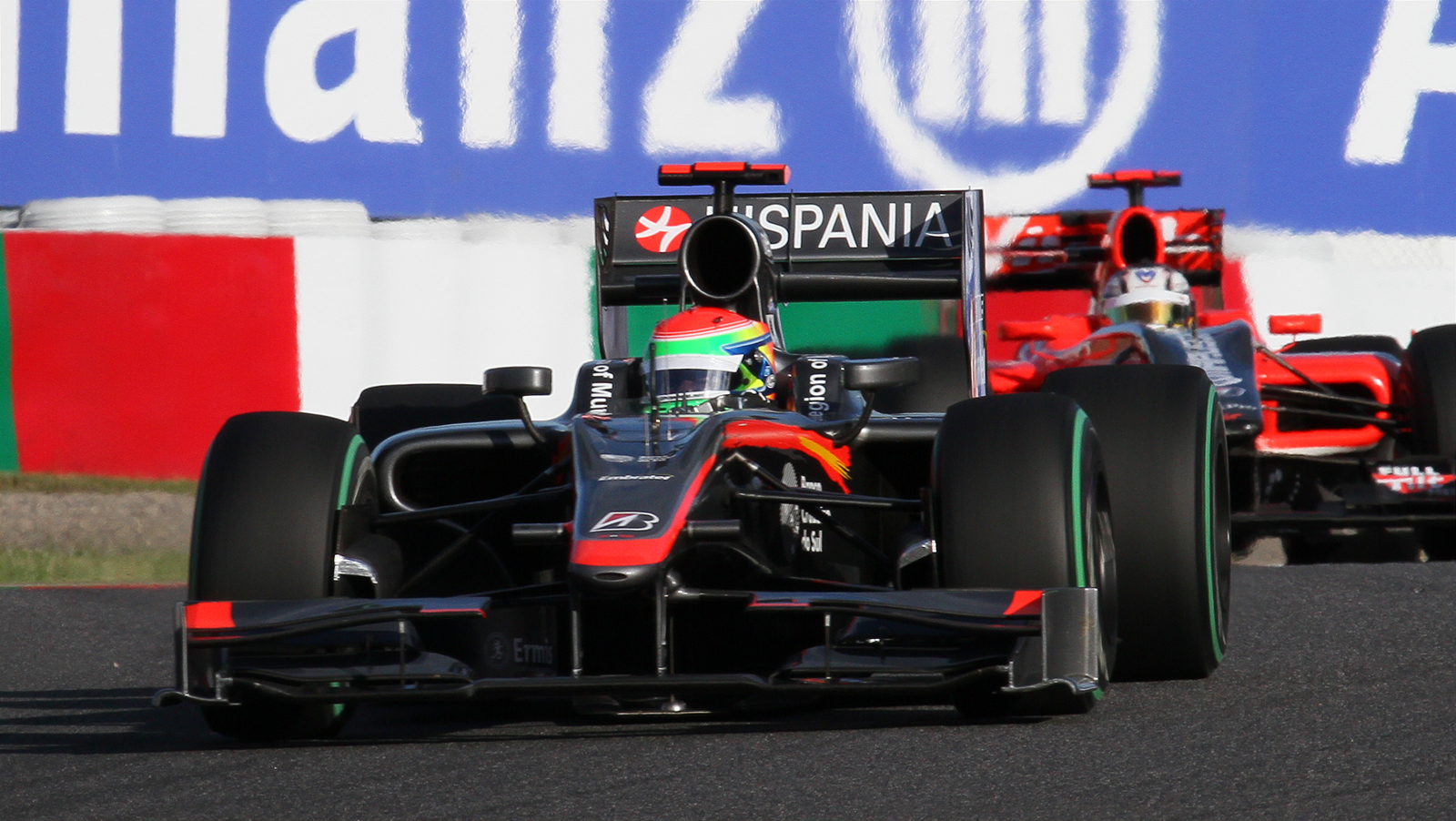
Sakon Yamamoto podczas Grand Prix Japonii 2010

Szesnasty wyścig – Grand Prix Japonii – odbył się 10 października. Pierwszy trening wygrał Sebastian Vettel z czasem 1:32,585. Senna i Yamamoto zajęli dwie ostatnie pozycje. Brazylijczyk miał 1:38,814, Japończyk – 1:39,443. Pierwszą lokatę w drugim treningu zdobył ponownie Niemiec z wynikiem 1:31,465. Kierowcy HRT zakończyli go na ostatnich dwóch miejscach – Senna z czasem 1:37,352, Yamamoto miał o 0,479 s. gorszy wynik od Brazylijczyka. W trzecim treningu na czele znalazł się Jaime Alguersuari z wynikiem 1:55,902, jednak opady deszczu, które utrudniały widoczność kierowcom, spowodowały, że tylko on i Timo Glock zdecydowali się wyjechać na okrążenia pomiarowe. Pozostali kierowcy, w tym Senna i Yamamoto, wyjechali na jedno okrążenie instalacyjne, potem zjechali do boksów. Kwalifikacje z powodu pogarszających się warunków i trzykrotnym przekładaniu tej sesji zostały przeniesione na niedzielny poranek. Niedzielną sesję kwalifikacyjną wygrał Vettel z czasem 1:30,785. Kierowcy HRT ponownie zajęli ostatnie dwa miejsca: Senna miał czas 1:37,270, Yamamoto – 1:37,365. Rozegrany kilka godzin później wyścig wygrał Niemiec, który miał przewagę 0,905 s nad Webberem i 2,721 s nad Alonso. Przed startem Lucas Di Grassi wypadł z trasy i rozbił swój bolid, co spowodowało, że nie mógł wziąć udziału w wyścigu na torze Suzuka. Kierowcy Hispanii zyskali jedną pozycję, dzięki czemu i ukończyli wyścig – Senna był 15., Yamamoto miejsce niżej, tracąc do reprezentanta Red Bull Racing odpowiednio dwa i trzy okrążenia.

### Grand Prix Korei Południowej 2010
24 października odbyła się siedemnasta runda, debiutująca w kalendarzu mistrzostw – Grand Prix Korei Południowej na torze Yeongam. W pierwszej sesji treningowej pierwszy był Lewis Hamilton z czasem 1:40,887. Yamamoto po raz pierwszy uzyskał lepszy wynik od Senny – 1:50,347, co wystarczyło na 22. pozycję. Bruno Senna znalazł się tuż za nim, tracąc 0,474 s do Japończyka. Drugi trening wygrał Mark Webber z wynikiem 1:37,942. Japończyk ponownie okazał się lepszy od Brazylijczyka, ale obaj zajęli ostatnie dwie pozycje: Yamamoto miał 1:45,166, Senna – 1:46,649. Po piątkowych treningach HRT zostało ukarane grzywną w wysokości pięciu tysięcy dolarów za incydent w boksach. Yamamoto został wówczas wypuszczony ze znajdującym się kocem grzewczym na jednym z kół. W sobotniej sesji treningowej najlepszy okazał się Robert Kubica, uzyskując wynik 1:37,354. Bruno Senna i Sakon Yamamoto zajęli dwa ostatnie miejsca. Senna miał czas 1:43,417, Yamamoto – 1:43,880. Pole position wywalczył Vettel z wynikiem 1:35,585. Kierowcy Hispanii zajęli 23. i 24. miejsca – lepszy okazał się Yamamoto, mając przewagę 0,839 s nad Senną. Wyścig rozpoczął się przy silnych opadach deszczu, co spowodowało, że po trzech okrążeniach zawody zostały przerwane. Ostatecznie wyścig dokończono o zmierzchu. Wygrał go Fernando Alonso przed Lewisem Hamiltonem i Felipe Massą. Senna i Yamamoto z dwoma okrążeniami straty zajęli pozycje 14. i 15.
Przed wyścigiem w Korei mówiło się, że HRT zacznie współpracę technologiczną z Williamsem. Brytyjska stajnia miałaby dostarczać hydraulikę i skrzynie biegów. Po wyścigu natomiast informowano o współpracy HRT z Toyotą. Magazyn „Auto Motor und Sport” napisał, że zespół z Murcji kupił zespół Toyoty. Dwa dni później Toyota zdementowała te plotki. 2 listopada potwierdzono, że Hispania nawiązała współpracę z Williamsem.

### Grand Prix Brazylii 2010
7 listopada odbył się osiemnasty, przedostatni, wyścig – Grand Prix Brazylii. HRT postanowiło, że Christian Klien będzie partnerował Sennie podczas tego wyścigu. W pierwszym treningu na Interlagos najlepszy okazał się Sebastian Vettel z czasem 1:12,328. Klien (1:16,839) i Senna (1:17,360) zajęli dwie ostatnie lokaty. Drugi trening zwyciężył ponownie Vettel z rezultatem 1:11,968. Bruno Senna z czasem 1:16,070 był na 22. pozycji, Christian Klien był o jedno miejsce niżej ze stratą zaledwie 0,012 s do Senny. Trzecią sesję treningową wygrał przy dużej wilgotności Robert Kubica (1:19,191). Brazylijski i austriacki kierowca z wynikami 1:23,358 i 1:23,650 zajęli dwa ostatnie miejsca. Pierwsze pole startowe zdobył niespodziewanie Nico Hülkenberg z czasem 1:14,470. Christian Klien był 23., mając czas 1:23,083, a Bruno Senna pozycję niżej – jego wynik wyniósł 1:23,796. Senna otrzymał karę obniżenia pozycji startowej za wymianę skrzyni biegów, co nie zmieniło jego pozycji do wyścigu. Dodatkowo Adrian Sutil za kolizję w Korei otrzymał karę obniżenia o pięć pozycji startowej do wyścigu. Klien skorzystał na karze nałożonej na Sutila i startował z 22. pola. Wyścig wygrał Sebastian Vettel z przewagą 4,243 s nad Webberem i 6,807 s nad Alonso. Bruno Senna i Christian Klien ukończyli wyścig. Brazylijczyk był 21. ze stratą dwóch okrążeń do Niemca, Austriak miał sześć okrążeń straty do Vettela i był na 22. pozycji.
W trakcie weekendu na Interlagos Bernie Ecclestone mówił, że Hispania pozyskała nowego inwestora. Dzień później ekipa nawiązała współpracę z Juanem Villalongą, byłym dyrektorem generalnym firmy telekomunikacyjnej Telefónica. Nasilały się też pogłoski o współpracy z Toyotą, w dodatku w dniu Grand Prix Brazylii niemieckie media mówiły, że umowa między HRT a Toyotą została podpisana.

### Grand Prix Abu Zabi 2010
Finałowy wyścig sezonu – Grand Prix Abu Zabi – miał miejsce 14 listopada. Klien ponownie został potwierdzony przez HRT jako ich kierowca. Pierwszy trening należał do Sebastiana Vettela, który osiągnął wynik 1:42,760. Senna i Klien z wynikami 1:49,590 i 1:50,274 zajęli pozycje 22. i 23. W drugim trening pierwszą pozycję wywalczył Lewis Hamilton, wykręcając czas 1:40,888. Christian Klien był 23. z czasem 1:47,210, natomiast Bruno Senna miał 1:47,434, tj. o 0,224 s gorszy czas od Austriaka. Trzecia sesja treningowa zakończyła się zwycięstwem Vettela, który miał wynik 1:40,696. Bruno Senna (1:45,490) i Christian Klien (1:46,464) zajęli odpowiednio 22. i 24. miejsca (23. lokatę zdobył Lucas Di Grassi). Ostatnie kwalifikacje sezonu wygrał Niemiec, mając rezultat 1:39,394. Brazylijczyk i Austriak wyruszali do tego wyścigu z ostatnich dwóch pól startowych. Senna uzyskał czas 1:45,085, Klien – 1:45,296. Finałową rundę zwyciężył Sebastian Vettel, przypieczętowując zdobycie pierwszego tytułu mistrzowskiego. Niemiec wygrał z przewagą 10,162 s nad Lewisem Hamiltonem i 11,047 s nad Jensonem Buttonem. Bruno Senna i Christian Klien zakończyli zmagania na lokatach 19. i 20. ze stratą dwóch okrążeń do Vettela.
W dniu kwalifikacji na torze Yas Marina dziennik „Marca” zapowiedział, że Hispania będzie współpracować z Toyotą. Dwa dni później Toyota jednak poinformowała, że straciła cierpliwość do władz HRT i nie podejmie się z nią współpracy. Hispania była tym faktem zaskoczona.

## Testy
Model F110 brał udział w testach dla młodych kierowców oraz testów opon Pirelli. W tym samochodzie jeździli testowo Pastor Maldonado, Davide Valsecchi i Josef Král. W połowie pierwszego dnia najlepszy był Daniel Ricciardo, mając czas 1:40,813, Pastor Maldonado uzyskał wynik 1:46,278 i był jedenasty. Później Ricciardo poprawił wynik i był najlepszy w pierwszym dniu, mając czas 1:39,616. Maldonado pozycji nie poprawił, lecz też osiągnął lepszy czas – 1:43,750. W pierwszej połowie drugiego dnia jeździł Kral, który miał wynik 1:44,752 i zajął 12. miejsce. Liderował cały czas Ricciardo, który wykręcił 1:39,548. Po południu jeździł już Valsecchi. Włoch uzyskał wynik 1:43,013 i stracił w ostatecznym rozrachunku 4,911 s do Australijczyka, który pobił rekord toru, wykręcając 1:38,102. Davide Valssechi i Josef Král zakończyli drugi dzień testów na jedenastym i trzynastym miejscu.
Dwa dni później zorganizowano pierwszy dzień testowy z oponami Pirelli. Pierwszą część na pierwszej pozycji ukończył Sebastian Vettel z wynikiem 1:40,861. Pastor Maldonado z czasem 1:46,534 zajął ostatnie, 12. miejsce. W dalszej części Massa pojechał szybciej od Vettela i zwyciężył w pierwszym dniu testów. Kierowca Ferrari wykręcił czas 1:40,170. Wenezuelczyk poprawił wynik – 1:45,728, ale dalej był dwunasty. W ostatnim dniu testów na półmetku prowadził Fernando Alonso z czasem 1:40,529. Pastor Maldonado z wynikiem 1:45,516 zajął dwunastą pozycję. Alonso był najlepszy do samego końca testów. Jego czas 1:40,529 był lepszy od wyniku Vettela o 0,296 s. Maldonado polepszył swoje osiągnięcie i z wynikiem 1:44,768 zajął 14. miejsce, mając 0,015 s przewagi nad Glockiem.

## Podsumowanie
Debiutancki sezon zespół HRT ukończył na jedenastej pozycji – najlepszym wynikiem zespołu było czternaste miejsce, które osiągnęli Chandhok w Australii i Monako oraz Senna w Korei Południowej. Hindus był najlepszym kierowcą HRT w klasyfikacji generalnej, kończąc sezon na 22. miejscu, pozycję niżej był Senna. Sakon Yamamoto i Christian Klien zajęli w klasyfikacji kierowców lokaty 26. i 27. Colin Kolles za słabą postawę zespołu winą obarczył brak doświadczenia u kierowców.
Po sezonie Bruno Senna został kierowcą rezerwowym ekipy Lotus Renault GP, Karun Chandhok – rezerwowym kierowcą w Lotusie, Sakon Yamamoto – rezerwowym kierowcą w zespole Virgin przez pierwsze trzy wyścigi, a Christian Klien – kierowcą Aston Martina w Le Mans Series.
Na sezon 2011 HRT zatrudniło dwóch kierowców posiadających doświadczenie w Formule 1 – Naraina Karthikeyana i Vitantonio Liuzziego.

## Wyniki
| Legenda oznaczeń w tabelach wyników Wyświetl szablon na nowej stronie | Legenda oznaczeń w tabelach wyników Wyświetl szablon na nowej stronie                                                                     |
| Oznaczenie                                                            | Wyjaśnienie |
| --------------------------------------------------------------------- | --- |
| Złoty                                                                 | Zwycięzca lub mistrzostwo |
| Srebrny                                                               | 2. miejsce lub wicemistrzostwo |
| Brązowy                                                               | 3. miejsce lub II wicemistrzostwo |
| Zielony                                                               | Ukończył, punktował (w klasyfikacji generalnej, gdy zdobył co najmniej jeden punkt na przestrzeni sezonu, poza trzema powyższymi opcjami) |
| Niebieski                                                             | Ukończył, nie punktował (w klasyfikacji generalnej, gdy nie zdobył co najmniej jednego punktu na przestrzeni sezonu)                      |
| Czerwony                                                              | Nie zakwalifikował się (NZ) |
| Czerwony                                                              | Nie prekwalifikował się (NPK) |
| Różowy                                                                | Nie ukończył (NU) |
| Różowy                                                                | Niesklasyfikowany (NS) (w klasyfikacji generalnej, gdy nie został sklasyfikowany w żadnym wyścigu sezonu)                                 |
| Czarny                                                                | Zdyskwalifikowany (DK) |
| Czarny                                                                | Wykluczony (WYK/EX) |
| Biały                                                                 | Nie wystartował (NW) |
| Biały                                                                 | Kontuzjowany (K/INJ) |
| Biały                                                                 | Wyścig odwołany (OD/C) |
| Bez koloru                                                            | Został wycofany (WYC/WD) |
| Bez koloru                                                            | Nie przybył (NP/DNA) |
| Bez koloru                                                            | Nie brał udziału w treningach (NT/DNP) |
| Bez koloru                                                            | Nie został zgłoszony (–) |
| Pogrubienie                                                           | Start z pole position |
| Kursywa                                                               | Najszybsze okrążenie wyścigu |
| †                                                                     | Nie ukończył, ale jego rezultat został zaliczony ze względu na przejechanie więcej niż 90% dystansu wyścigu.                              |
| *                                                                     | Sezon w trakcie |
| 1/2/3                                                                 | Punktowana pozycja w sprincie kwalifikacyjnym                                                                                             |
| Lista systemów punktacji Formuły 1                                    | |

| Sezon | Zespół                  | Silnik   | Kierowcy        | Wyniki w poszczególnych eliminacjach | Wyniki w poszczególnych eliminacjach | Wyniki w poszczególnych eliminacjach | Wyniki w poszczególnych eliminacjach | Wyniki w poszczególnych eliminacjach | Wyniki w poszczególnych eliminacjach | Wyniki w poszczególnych eliminacjach | Wyniki w poszczególnych eliminacjach | Wyniki w poszczególnych eliminacjach | Wyniki w poszczególnych eliminacjach | Wyniki w poszczególnych eliminacjach | Wyniki w poszczególnych eliminacjach | Wyniki w poszczególnych eliminacjach | Wyniki w poszczególnych eliminacjach | Wyniki w poszczególnych eliminacjach | Wyniki w poszczególnych eliminacjach | Wyniki w poszczególnych eliminacjach | Wyniki w poszczególnych eliminacjach | Wyniki w poszczególnych eliminacjach | Wyniki kierowców | Wyniki kierowców | Wyniki konstruktora | Wyniki konstruktora |
| Sezon | Zespół                  | Silnik   | Kierowcy        | BHR                                  | AUS                                  | MYS                                  | CHN                                  | ESP                                  | MCO                                  | TUR                                  | CAN                                  | EUR                                  | GBR                                  | DEU                                  | HUN                                  | BEL                                  | ITA                                  | SGP                                  | JPN                                  | KOR                                  | BRA                                  | ARE                                  | Punkty           | Pozycja          | Punkty              | Pozycja             |
| ----- | ----------------------- | -------- | --------------- | ------------------------------------ | ------------------------------------ | ------------------------------------ | ------------------------------------ | ------------------------------------ | ------------------------------------ | ------------------------------------ | ------------------------------------ | ------------------------------------ | ------------------------------------ | ------------------------------------ | ------------------------------------ | ------------------------------------ | ------------------------------------ | ------------------------------------ | ------------------------------------ | ------------------------------------ | ------------------------------------ | ------------------------------------ | ---------------- | ---------------- | ------------------- | ------------------- |
| 2010  | Hispania Racing F1 Team | Cosworth | Karun Chandhok  | NU                                   | 14                                   | 15                                   | 17                                   | NU                                   | 14                                   | 20                                   | 18                                   | 18                                   | 19                                   | –                                    | –                                    | –                                    | –                                    | –                                    | –                                    | –                                    | –                                    | –                                    | 0                | 22               | 0                   | 11                  |
| 2010  | Hispania Racing F1 Team | Cosworth | Christian Klien | –                                    | –                                    | –                                    | –                                    | –                                    | –                                    | –                                    | –                                    | –                                    | –                                    | –                                    | –                                    | –                                    | –                                    | NU                                   | –                                    | –                                    | 22                                   | 20                                   | 0                | 27               | 0                   | 11                  |
| 2010  | Hispania Racing F1 Team | Cosworth | Sakon Yamamoto  | –                                    | –                                    | –                                    | –                                    | –                                    | –                                    | –                                    | –                                    | –                                    | 20                                   | NU                                   | 19                                   | 20                                   | 19                                   | –                                    | 16                                   | 15                                   | –                                    | –                                    | 0                | 26               | 0                   | 11                  |
| 2010  | Hispania Racing F1 Team | Cosworth | Bruno Senna     | NU                                   | NU                                   | 16                                   | 16                                   | NU                                   | NU                                   | NU                                   | NU                                   | 20                                   | –                                    | 19                                   | 17                                   | NU                                   | NU                                   | NU                                   | 15                                   | 14                                   | 21                                   | 19                                   | 0                | 23               | 0                   | 11                  |